# 横山ノック
横山 ノック（よこやま ノック、本名：山田 勇（やまだ いさむ）、1932年〈昭和7年〉1月30日 - 2007年〈平成19年〉5月3日）は、日本の漫才師、お笑いタレント、司会者、政治家。個人事務所のやまだ真企画に所属していた。
北海道旭川市生まれ、兵庫県神戸市生田区相生町出身。血液型はO型。3人兄弟の長男（弟2人）。愛称は「ピッカリくん」「タコ小僧」「明石のタコ」「ノック先生」。立川談志一門でもあり、「立川禿談次」という高座名も持つ。政治家として参議院議員、大阪府知事を歴任した。

## 来歴
1932年1月30日午前5時27分、北海道旭川市にて出生し、船員であった父の仕事で生後まもなく兵庫県（現在の神戸市兵庫区）へ転居。
学歴は神戸市立楠木高等小学校卒業。高等小学校（現在の中学校に相当）のみを卒業した政治家であった。
高等小学校卒業後に米軍施設に勤務しており、本名をもじった「サミー」と呼ばれていた。

### 若手時代
1955年に宝塚新芸座に入団と同時に秋田Aスケ・Bスケの2代目Bスケに弟子入りし、三田久として初舞台を踏む。その後、兄弟子のOスケ（のちの平和ラッパ・日佐丸の三代目平和日佐丸）と秋田Kスケの名で漫才コンビ「秋田Oスケ・Kスケ」を結成。京都新京極・富貴で初舞台。1958年に松竹芸能に移籍。だが、Kスケに水面下で大宝芸能への移籍話が持ち上がり、松竹芸能に残留したOスケと袂を分かつことになる。この頃の芸風はドタバタ系のOスケがKスケをどつく「どつき漫才」であった。

### 「横山ノック」誕生
大宝に移籍後しばらくは秋田Kスケの名で活動していたが、亭号を返上し、再び三田久の名で活動する。その後、友人であり「北野劇場」に出演していた縁もあり関西テレビプロデューサー・石田正治を介して彼の実父・横山エンタツに再入門、Oスケ・Kスケを逆さまにしたKO、つまりノックアウト（Knockout）に由来した横山ノックの名で漫才コンビ「横山ノック・アウト」を結成したが、しばらくして解散した。漫画トリオ時代に有名になる「タコ踊り」（ノックをタコに見立てていじり、ノックが踊る）ネタは、この時代にすでに演じていた。
この頃に長女が誕生している。
1960年、小林龍太郎（後の上岡龍太郎）と小林が紹介した田川元祥&リズムワゴンボーイズのドラマー・轟盛次（漫才師、轟一蝶・美代子の一蝶の長男）を誘って漫画トリオを結成した。轟は横山フック、小林は横山パンチと名乗らせた。しゃべくりだけのトリオ漫才とニュース漫才は当時非常に斬新で話題となり、好評を博す（詳細後述）。上岡龍太郎によると、1960年11月1日にうめだ花月に出たのが、「漫画トリオ」の寄席デビューであった。
漫画トリオ結成当初は吉本興業に所属していたが、後に個人事務所の京都芸能プロダクション（通称：京芸プロ）を設立し、東京新宿の松竹文化演芸場にも連続出演。同演芸場のレギュラーだった立川談志（当時・柳家小ゑん）と兄弟分になる。吉本からの独立時に出された条件は「独立後も月に10日間は（吉本が運営する）花月の舞台に客演として出演し続けること」であったと言われ、当時としては珍しい円満退社であったとされている。
1963年、フックが離脱（事実上の解任）し白木みのるの付き人をしていた小島あきら（後の青芝フック）を2代目に迎え入れた。

#### 漫画トリオ
ノックがボケ、フックとパンチがツッコミ。それまでのトリオ漫才は、かしまし娘、フラワーショウ、ちゃっきり娘、三人奴、宮川左近ショーなどのように楽器を用いた音曲漫才だけであったが、ノックが「トリオで正統漫才をやりたい」とこだわって編み出した。
ノックはツッコミのセンスも高く、フックやパンチに対しても、ツッコミの指導を行うなどした。
レツゴー三匹と並び称されるところがあるが、レツゴー三匹が正児とじゅんの正統漫才に長作が歌や合いの手を入れるのと違い、あくまでも3人がタイミングよくネタをまわし続け、休む人物が基本的に発生しない。
例）ノック「今日」パンチ「君（ノック）んとこ行ったけど」フック「おらなんだ」
上岡龍太郎は、ノックが米軍の消防隊に所属した経歴から「動きとかしゃべりのリズムというものをすごく重要視」したと述べている（フックが代替わりしたのも、初代がノックの理想のテンポについていけなかったからである）。また、ノックがコンビ別れを繰り返し、今のスタイルではだめだ、と考え、新しいスタイルを模索していたことも遠因である。
ネタ自身もその影響が濃く、洋楽や米軍式行進なども取り入れていた。時事ネタも、そのノックの提唱した「新しいスタイル」の一環である。ネタはまず、パンチが左手、フックが右手を斜め上に差し出し、（3人で）「パンパカパーン、パンパンパ、パンパカパン」「今週のハイライト」というブリッジを言って始まる。このブリッジの「パンパカパーン、パンパンパ、パンパカパン」は、フックがバンドマンだった頃に気に入っていた曲の一節だった。「ハイライト」は吸っていたタバコの銘柄からきている。上岡龍太郎（パンチ）の回想では、ノックが後述の「アメリカン」の隣にあったタバコ屋で注文して相手が聞き取れなかった時、パンチが「今週のハイライト」というと初代フックがキャバレーのバンドで使っていたメロディーを口にし、その出来事がきっかけになって誕生したという。このニュースネタ収集のため各種のニュースに触れていった結果、ノックは政治家への転身を考えるようになる。ネタは旧うめだ花月に近所にあった喫茶店「アメリカン」で3人で考えた。また、マネージャーの鳥居重夫が、メンバーの作ったネタに対してアドバイスを与える「構成作家」のような役割をしていたと上岡は述べている。
当時のノックはすでに禿げ上がっていたが、後頭部からヘアピンを使ってナポレオン1世のようなピンカールを付けていた。ところがある時、海外公演があり飛行機に乗ることになったため、探知機に反応しないようヘアピンを外しピンカールかつらを付けることになった。帰国後、それを忘れていたパンチが「ええかげんにせぇ!」といつものように突っ込むとピンカールが客席めがけて飛んでいき、観客は悲鳴を上げた。このピンカールは、ノック・上岡龍太郎司会のトーク番組『ノックは無用!』（関西テレビ）1975年3月31日分において「断髪式」が執り行われ、「この髪形でお金儲けさせてもらったお礼も込めて」とそのまま局舎近所の堀川戎神社へ奉納された。

### 漫画トリオ解散・参議院議員に
1968年に第8回参議院議員通常選挙全国区に無所属で立候補し当選。この年の5月31日にノックは立候補を表明して、漫画トリオは活動を停止した。上岡龍太郎は2000年の時点で「『解散します』とは一言も言っていないんです。あくまでも活動を停止ですね。」と述べている。その言葉を裏付けるように、1974年に落選した後、1977年に再出馬するまでの間には、テレビ番組出演のために散発的に再結成したことがあった。
以後は参議院議員としては分かりやすい政治の広報として、また、タレント業も継続し、『ノックは無用!』などのトボケ司会、上方漫才での大御所「先生」の称号を得るようになりながらも、相変わらず（後輩芸人からも）激しい突っ込みにさらされる親しみやすさで人気を博した。歌手としても 1976年にレコード『ガンバレ! たこやきちゃん』を発売、関西を中心にヒットした。参議院議員は全国区2回（1968年・1977年）、大阪府選挙区で2回（1983年・1989年）の当選を重ねた（1974年は全国区立候補も落選）。院内では第二院クラブ、民社党・国民連合に属した。

### 参議院議員辞職、大阪府知事へ

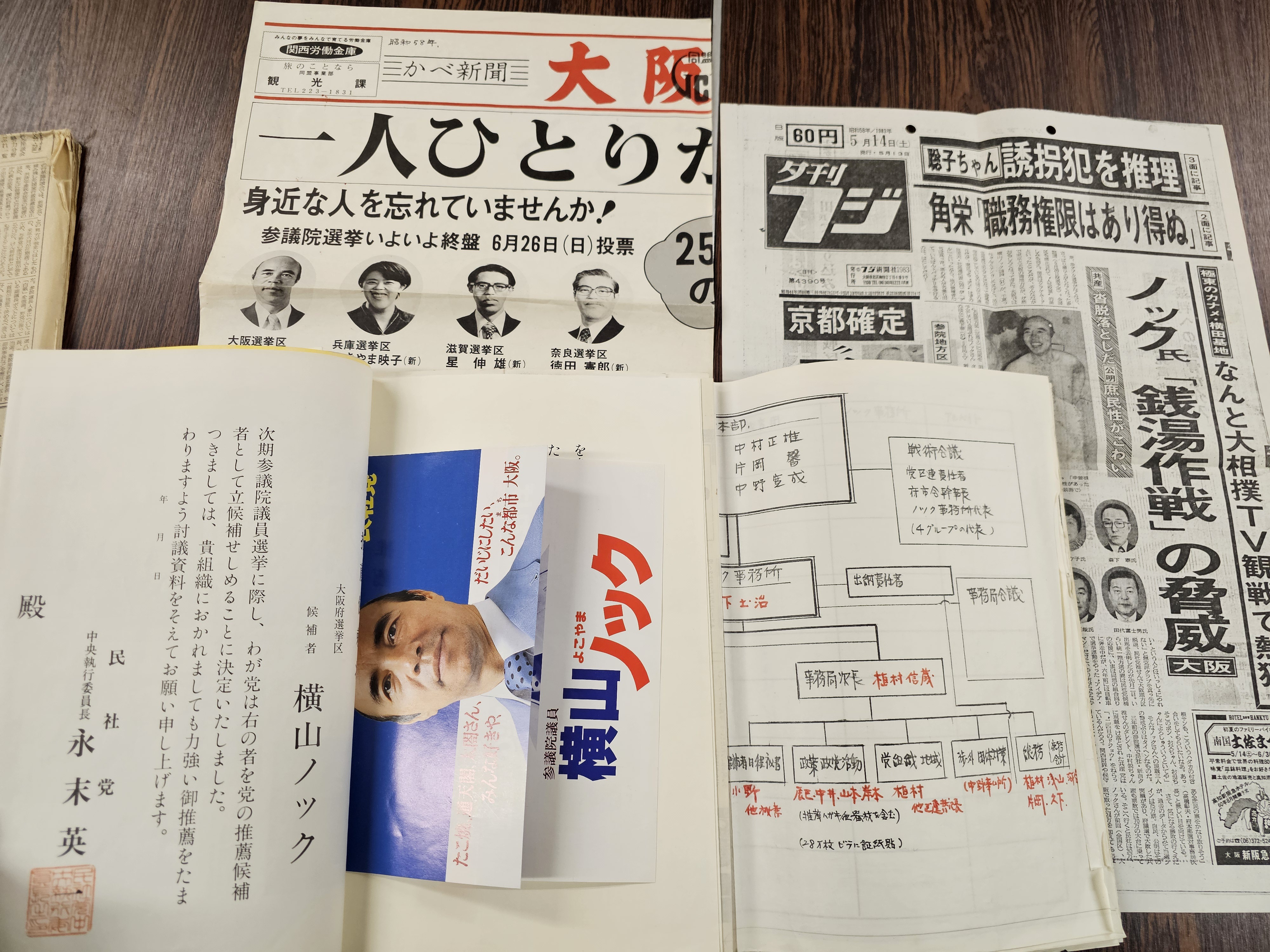
エル・ライブラリー（大阪産業労働資料館）民社党・横山ノック資料群所蔵品

参議院議員の任期満了目前であった1995年4月9日（第13回統一地方選挙前半戦）投開票の大阪府知事選挙に立候補した。立候補に伴い告示日の同年3月23日付で公職選挙法の規定により参議院議員を退職（自動失職）となった（任期満了まで6か月を切っていたため、欠員補充の補欠選挙は実施されず、欠員となった）。選挙戦では政党に頼らない「無党派」であることを旗印にし、大阪府知事に当選する。
当初は知事就任後もそれまで出演していたレギュラー番組に復帰するなどタレント活動を続けるつもりであったが、公務が多忙なことや、タレント活動を並行して行うことに府民から反発があったこともあり、ごく一部の活動を除いてタレント活動は縮小し、大阪府の赤字解消を目標に掲げて施策を行った。
一期目就任当初は議会のほとんどが野党というオール野党状態ではあったが、同年8月30日には当時不良債権が大幅に膨らんで事実上死に体であった木津信用組合に対して業務停止命令を発し、また行政改革への積極的な取り組みやAPEC首脳会議の成功といった実績も積み上げ、当初は懐疑的であった庁内の評価も上昇していたとされる。
元々の芸人としての知名度と愛着の持たれるキャラクターから府民の人気も高く、1999年の二期目選挙では自民党など主要政党が対立候補の擁立を見送らざるを得ない状況となり、235万票という大阪新記録の得票によって事実上の信任投票となる形で当選した。
芸能人としての人気と名声の獲得、学歴のハンデを乗り越えての首長という公職への就任と高い評価を得ての再選を成し遂げ、このときがノックの人生にとって絶頂期であった。

### 強制わいせつ事件
しかし、選挙活動の際に運動員をしていた女子大学生から、「選挙運動中に下着の中に手をいれられた挙げ句に性器を触られ、当日性交をするために自分の所へ訪れよと命令された」として強制わいせつ容疑で大阪地検特捜部に告訴され、また強制わいせつとセクハラ行為で民事訴訟を起こされた。それに対してノックは「事実無根」と完全否定し、女子大学生を虚偽告訴容疑で逆告訴した。上坂冬子や曾野綾子などの一部保守系文化人は女子大学生側に対し、「胡散臭い」「なぜその場で声をあげなかったのか」と批判した。裁判開始後、ノックは「公務の時間を奪われたくない」という理由で、答弁回避を選択。その一方、法廷外での記者会見や府議会では女子大学生を非難する発言を繰り返したことで批判を浴び、辞職を求めるデモも起きた。

#### 民事裁判
1999年12月13日、大阪地方裁判所は、「原告が、風邪で高熱もあり容易に抵抗できなかった状況下で、被告により自己の腹部から足下を覆うように体に毛布を掛けられた上、約30分間にわたり、被告の右手をズボンや下着の中に差し入れられたり、指で陰部を直接弄ばれたというものであり、右行為態様は執拗かつ悪質である。また、わいせつ行為に及ぶ経過をみると、被告はわざわざ毛布1枚を持って車両を乗り換えるなどわいせつ行為の計画性も窺われるし、わいせつ行為後も、被告は、自らの行為を反省するどころか、原告に対して海外ブランド品を交付することにより事を解決しようとするなど、原告の人格を蔑視する態度を取っている」(カギ括弧内は判決文の引用)としてわいせつ行為を認定した他、横山の逆告訴や法廷外での発言を名誉毀損であると認定し、ノックに女子大学生に対して1100万円（セクハラ訴訟としては過去最高額）の支払いを命じた。

#### 刑事裁判
民事裁判の終結直後の1999年12月21日、大阪地方検察庁特別捜査部はノックを強制わいせつ罪で在宅起訴し、これを受けてノックは府知事を辞職した。刑事裁判では、現場に居合わせた運転手、SPが証人として出廷を求められ、女子大学生が当日つけていた生理用品が証拠品として提出され、下着から出した指をしゃぶるといった行動も供述された。この段階になって、ノックは一転して強制わいせつ罪の事実を認め、女子大学生に謝罪した。なお、在宅起訴時、ノックは病院に入院し、心臓の手術を受けている。刑事裁判の間、次の大阪府知事候補予想として西川きよしと上岡龍太郎が挙がった。それに対し、きよしはすぐに否定したが、上岡は各新聞媒体の記者にギャグで立候補の意思を表明するといった出来事があった。

### 有罪判決・芸能界追放・芸能活動自粛
2000年8月、強制わいせつ罪により懲役1年6か月・執行猶予3年の有罪判決を受けた。その後、ノックは控訴せず判決が確定した。
判決を受け、当時吉本興業社長だった林裕章は「二度とあの方には協力しない」とコメントし、ノックとの協力関係を解消した。また松竹芸能やNHK、在阪民放（準キー局）各局も一様に「協力する意向はない」との考えを示し、マスメディアから強い非難を受けた。太田房江知事（当時）は「自ら犯したことをしっかり反省し、信頼回復には尚一層の努力をするべきである」とのコメントを行った。このような状況で事実上、芸能界から追放処分となり、テレビから姿を消すこととなった。

### 執行猶予満了後・晩年
2003年夏に執行猶予の期間が満了し、芸能活動の再開を模索した。テレビについては同年10月にKBS京都のテレビ番組『とっぴもナイト』にゲストで出演してもらうという話があったが、各種メディアからのバッシングや視聴者からの反感が大きかったため、放送が見送られることとなった。その合間に、立川談志の独演会に月亭可朝と共に楽屋を訪ね、談志から出演を打診されたものの、結局断っている。2004年11月29日には復帰を記念してワッハ上方で「なにをいまさら横山ノック　―ノックとその仲間たち―」を開催、一門、喜味こいしらが出演、また元相方青芝フック、弟子の横山プリンの3人で漫画トリオ時代のネタを披露した（客席には引退した元相方の上岡龍太郎の姿もあった）。
この時期スポーツニッポン紙に喜味こいしと対談連載をしている。2006年2月18日にバラエティ専門チャンネル・EXエンタテイメントの『ぜんタネ』（司会は上岡の弟子・ぜんじろう）にゲストで出演した。また、7月にはラジオ関西の番組にも出演したほか、9月には生國魂神社の「彦八まつり」に参加、観客の前で漫談を披露した。しかしながら、テレビ出演は『ぜんタネ』、舞台は「彦八まつり」が最後となった。
2007年2月に中咽頭ガンを患っている事が判明し、弟子たちにもガンに侵されている事を告げた。そして、「横山という亭号・名前を（後世に）残したい」と言い、復帰に向ける意気込みも見せていたが、2007年5月3日午前7時28分、中咽頭ガンのため兵庫県西宮市の病院で死去した。75歳没。当時の府知事・太田房江は「突然の訃報に大変驚いている。知事在任中には行財政改革の推進などに力を尽くされ、府政の十年にわたる改革の礎をつくられた。今はただご冥福をお祈りする」とノックの知事時代の功績を称えるコメントを行った。ただ、大阪府はノックに対して強制わいせつ罪の有罪確定により退職金の分割返納を命じており、ノック自身は1期目の退職金を完済していなかったため、遺族に約3年分の残額の返納を要求する姿勢を見せた。死去から一ヶ月たった6月7日、後輩芸人など有志によって「横山ノックを天国へ送る会」が大阪のリーガロイヤルホテルで開催され、発起人の一人である上岡龍太郎は「横山パンチ」名義でお別れの会に出席し、献杯の挨拶では「ノックさん、あなたは僕の太陽でした。本当に有難う御座いました」と、笑いを交えながらもスピーチし、遺影に向かって涙声で別れを告げた。司会は『ノックは無用!』でノックの選挙期間中に代理司会を務めた桑原征平が務め、息子の一貴の長男（ノックの孫、当時8歳）が「横山タコ」という名義で「タコチュ」というギャグを披露した。

## 公的場面での通名（芸名）使用について
国会議員は立法機関の一員であって行政機関の一員ではないため、通名使用が認められている。しかし、当時の参議院では本名使用に限っていたので、「山田勇」名義であった。都道府県知事は行政機関の一員であるため、公文書等では責任明確化の観点から通名の使用は認められない為、対外的に法的効果を有する文書等には本名の山田勇が用いられた。これは後任の太田房江（現姓は齊藤房江）も同じであり、大阪府では2008年に橋下徹が知事に就任するまで13年にわたり、公務において本名と通名を使い分ける知事が続くこととなった。また、全国知事会ウェブサイト上の歴代大阪府知事一覧の名義は横山ノックではなく、本名の山田勇で掲載されている。

## エピソード
島田紳助と板東英二が株式投資の相談をしていた時に、そこを通りかかったノックは「養命酒、いけるぞー!!」と二人に声を掛けた。早速、板東と紳助は養命酒製造株式会社の株式を購入したが、養命酒の株価は下落して、結果的に投資は失敗した。後日、紳助が「養命酒（の株を買ったが失敗したので）でエライ目（酷い目）にあいましたよ、養命酒（の株）はいいと教えてくれたのはどこの誰ですか?」とノックに言ったが、ノックは「身体に一番いいんだ!」と返答した。ノックは、ただ「薬味酒の養命酒が健康に良い」と言ったつもりだった。

## 出演番組

### テレビ番組
太字の番組は司会者として出演
- 毎日放送（JNN系列）
  - イカにもスミにも
  - 毎日放送開局40周年記念特別番組 （ラジオ特番での出演）
  - 新伍Niタッチ!
  - 大正テレビ寄席 （NETテレビ 放送していた当時毎日放送はNET系列）
  - 宇宙大爆笑 （NETテレビ 放送していた当時毎日放送はNET系列）
  - ダウトをさがせ!
  - オールスター感謝祭 （TBS 1991年秋 - 1994年秋ほか。解答者。司会の島田紳助から『ピッカリくん』と呼ばれた）
- 朝日放送（ANN系列）
  - シャボン玉寄席
  - ラブアタック!
  - 晴れ時々たかじん
  - クイズ仕事人
  - 探偵!ナイトスクープ
  - 京都マル秘指令 ザ新選組
  - 文珍なぞなぞランド
  - てなもんや三度笠 （放送していた当時はTBS系列）
  - ハイヒールのどんなんかな予備校
  - サントリーミステリースペシャル・運命交響曲殺人事件
  - 「養子探偵団 人妻ヌードモデルの秘密 雲の中の証人（村上波雄 役）」（1986年12月20日、ABC）
- 関西テレビ（FNS系列）
  - ノックは無用!
  - 痛快!エブリデイ（月曜、府知事に立候補後は出演を控えていた。2007年5月7日追悼特集が番組内で放送される）
  - ノンストップゲーム
  - 花の新婚!カンピューター作戦
  - 三枝の愛ラブ!爆笑クリニック
  - 新春かくし芸大会 （フジテレビ 第31回に出演）
- 読売テレビ（NNS系列）
  - スターもびっくり ものまね大行進
  - パンパカ天国
  - 2時のワイドショー
  - 鶴瓶上岡パペポTV （ゲスト出演）
  - お昼のワイドショー （日本テレビ系、読売テレビ制作分（火・木曜））
  - 早見優のアメリカンキッズスペシャル （日本テレビ系、中京テレビ制作分）

### ラジオ番組
- ABCラジオ
  - ポップ対歌謡曲[1]
  - 歌謡大全集 （1992年度）
  - 立原啓裕 噂のダイヤル1008
- MBSラジオ
  - それゆけ![1]
  - ラジオはコミュニケーション「KANSAI 24時今日…明日」
- ラジオ大阪（NRN系列）
  - 歌って笑ってドンドコドン
  - わっしょいスペシャル・ハイ本番! 水曜バチョン
  - ノック・龍太郎のDJ決定版
  - おっと!モモンガ
  - 月亭八方のこれも何かのご縁です[1]

## 著書
- 『死に死にですわ : ノックの公害作戦』浪速社、1971年5月20日。
- 『知事の履歴書 : 横山ノック一代記』太田出版、1995年7月。

## 音楽作品
- 「ガンバレ!たこやきちゃん」（作詞：丹古晴巳、作曲：鏑木創）[15]

## 関係する人物
- 横山エンタツ（お笑い芸人で、ノックの師匠）
- ラジオDJでタレントの山田一貴は、長男。

### かつての相方
- 秋田Oスケ 解散後、平和ラッパ（2代目）とコンビを結んで平和日佐丸（3代目）に改名。「ラッパ・日佐丸」の全盛期を築くが、ギャラの配分を巡って紛糾し、コンビを解消。のち、美人漫才師であった夫人とコンビを組むが、夫人が不倫の末駆け落ちして失踪しそのまま心中。これにショックを受け自殺した。1966年以降の演芸ブームに登場した「ラッパ・日佐丸」の日佐丸は4代目である。
- 横山アウト 東住吉区出身。巨漢でスポーツマンだったという。コンビを組む前は東映で仕出しをしていたともいわれる。解散後、少し吉本新喜劇にいたが、後に千日前・千日劇場の「センニチコメディ」に出演。コメディアンに転身する。千日劇場閉鎖後は梅田トップホットシアターに出演。「コマ新喜劇」の常連となるが、同演芸場閉鎖と共に引退。息子は東京のコメディアン、田中章（プリンプリン）。
- 横山フック（初代） 元「田川元祥&リズムワゴン ボーイズのドラマー・轟盛次」。前名は横山青児。解任後、そのまま引退。EXテレビでの漫画トリオの元メンバーたちのトークによる回想企画で1度きりの出演をしている。娘が若井小づえ・みどりのみどりに弟子入りし豊間若葉の名で杉岡みどりと葉緑体という名でコンビを組んだ。
- 横山フック（二代目） 解散後青芝フックと改名し、青芝キックと漫才コンビを結成（青芝フック・キック）。現在はコンビを解消し、テレビ司会者など単独で活動。※
- 横山パンチ のちの上岡龍太郎（上岡龍太郎の項を参照の事）※
- 横山ひとり

※青芝と上岡はノックの弟子と思われがちであるが、実際は師弟関係ではなく、青芝は横山エンタツ一門の弟弟子。上岡は漫画トリオ結成の時からの仲間である。ただし、上岡は、漫才や演芸についての知識を持っていても司会とは勝手が違い、特にツッコミの入れ方でノックから厳しく指導された。

### 弟子
- 横山やすし

死去に際しては「師匠より先に死ぬのは弟子として一番ダメなこと」と嘆き、告別式では「君の芸はとっくに僕を追い越していたよ。やすきよの漫才は漫画トリオをとっくに追い越していたよ。僕が死んだ時は一緒にネタ合わせして漫才をやろう」と弔辞を読んだ。また、2人目の妻、啓子夫人の仲人となったのもノックである。
- 横山プリン（横山やすしとも一時期コンビを組んでいた）
- 乃木貴寛
- 旭堂南北
- 横山なつ吉
- 横山ひとり
- 横山ワン・ツー
- 横山アラン・ドロン
- 横山トク
- 横山トンガ（漫才コンビ／横山トンガ・西川シンシ 結成年・解散年不明）後に吉本新喜劇に在籍（後には退団）。
- 岡本圭司

一番弟子の『横山やすし』に続き、1960年、二番弟子として岡本八（後のコミックバンド・バラクーダのリーダーの岡本圭司）が加わり、横山やすしと10代の漫才コンビを結成するも、ネタ稽古に終わり、実現しなかったが、正式な弟子である。

### 孫弟子
- 横山たかし・ひろし
- 横山ゆうじ
- 横山ひとし
- 高井ギャラ

### 曾孫弟子
- 横山まさみ（ひろしの弟子）
- 横山アッチ
- 横山ともや・たきや（たかしの弟子）
- 横山ポンスケゆうすけ（ひろしの弟子）
- 福助（たかし・ひろしの弟子であったが、当時の低迷していた1988年頃にたかし・ひろしが面倒見切れなくなりレツゴー三匹の所に預けられた）

### 親交のあった人物
- 立川談志
- 月亭八方
- 秋山たか志
- 坂田利夫
- 笑福亭鶴瓶
- 和田アキ子